# Чепкок, Винсент
Винсент Кипроп Чепкок (англ. Vincent Kiprop Chepkok; 5 июля 1988) — кенийский легкоатлет, бегун на длинные дистанции. 
Профессиональную спортивную карьеру начал в 2006 году. Специализируется в беге на 5000 метров. Серебряный призёр чемпионата мира по кроссу 2007 года в личном первенстве в забеге юниоров. На чемпионате мира 2009 года занял 9-е место. В 2011 году стал бронзовым призёром на Golden Gala, выиграл Атлетиссиму и занял 3-е место на мемориале Ван-Дамма.
На чемпионате мира по кроссу 2011 года выиграл бронзовую медаль в личном первенстве и стал чемпионом в командном первенстве. Стал серебряным призёром 10-километрового пробега World's Best 10K 2012 года.
Победитель кросса Cross Internacional de Venta de Baños 2012 года.

## Сезон 2014 года
2 марта занял 9-е место на Парижском полумарафоне — 1:01.46.
26 октября дебютировал в марафоне, приняв участие на Франкфуртском марафоне — 2:13.21 (13-е место).